# Koblîțkîi Lis, Borodeanka
Koblîțkîi Lis (în ucraineană Коблицький Ліс) este un sat în comuna Mîrcea din raionul Borodeanka, regiunea Kiev, Ucraina.

## Demografie
Componența lingvistică a localității Koblîțkîi Lis
     Ucraineană (100%)
Conform recensământului din 2001, toată populația localității Koblîțkîi Lis era vorbitoare de ucraineană (100%).